# باشگاه فوتبال پیاچنزا
باشگاه فوتبال پیاچنزا  (به ایتالیایی: Piacenza Calcio) باشگاه فوتبال ایتالیایی است که در شهر پیاچنزا قرار دارد.
این باشگاه در سال ۱۹۱۹ تأسیس شده است.